# Échinomycine
L'échinomycine ou lévomycine ou quinomycine A est un antibiotique polypeptidique cytotoxique contenant deux substituants quinoxaline qui se lie à l'ADN et inhibe la synthèse des ARN. Il s'intercale dans l'ADN sur deux sites spécifiques, bloquant ainsi la fixation du facteur HIF1alpha (hypoxia inducible factor 1 alpha).

## Biosynthèse
L'échinomycine est synthétisée par une unique peptide-synthétase non ribosomique (PNRs). L'échinomycine peut être isolée de diverses bactéries telles que Streptomyces lasalienis ou Streptomyces echinatus. Elle appartient à la famille d'antibiotiques quinoxaline qui sont très intéressants parce qu'ils ont de fortes propriétés antibactériennes, anticancéreuses et même une activité antivirale.  
La biosynthèse de l'échinomycine commence par la molécule QC (ci-dessous). Le L-tryptophane est le précurseur de la biosynthèse de QC et cette étape est identique à la première étape de la biosynthèse de la nikkomycine. Après que QC est synthétisé, le domaine d'adénylation contenant Ecm1 active et transfère QC à FabC en utilisant une protéine porteuse d'acyle (ACP) de biosynthèse d'acides gras. Le premier module suivant Ecm6 accepte QC-SFabC en tant que l'unité de démarrage. Emc7 contient un domaine terminal thioestérase qui permet au peptide de dimériser et d'être relâché. Ce produit cyclique va ensuite à Ecm17, une oxydoréductase, qui crée un pont disulfure. La dernière étape de cette biosynthèse transforme la liaison disulfure dans un pont thioacétal. Cette transformation a lieu avec Ecm18, qui est assez similaire à la méthyltransférase dépendante de la S-adénosyl-L-méthionine (en)(SAM). 